# Filippo Francesco d'Arenberg
Filippo Francesco d'Arenberg (30 luglio 1625 – 17 dicembre 1674) fu il primo duca d'Arenberg e il settimo duca di Aarschot.

## Biografia

### Infanzia
Fu il primogenito del secondo matrimonio del principe Filippo d'Arenberg ed Isabella Clara de Berlaymont.

### Matrimonio
Il 14 luglio 1642 sposò la quindicenne Magdalena de Borja y Doria, figlia di Francisco Diego Pascual de Borja ottavo Duca di Gandia, e di Artemisia Maria Teresa de Doria-Carretto.

### Duca d'Arenberg
Venne creato duca d'Arenberg il 6 giugno 1644 dall'imperatore Ferdinando III, il che rese il principato un ducato del Sacro Romano Impero.

### Morte
Quando morì nel 1674 il titolo passò al fratello minore Carlo Eugenio d'Arenberg.

## Discendenza
Il duca Filippo Francesco e Magdalena de Borja ebbero due figli:
- Francesco (5 settembre 1643 - 10 settembre 1643).
- Isabelle Clara Eugenia (12 luglio 1644 - 5 ottobre 1655).

## Ascendenza
|                              |   |                                 | Genitori                        |  |  | Nonni |  |  | Bisnonni          |  |  | Trisnonni      |  |
|                              |   |                                 |                                 |  |  |       |  |  | Giovanni di Ligne |  |  | Luigi di Ligne |  |
|                              |   |                                 |                                 |  |  |       |  |  | Giovanni di Ligne |  |  | Luigi di Ligne |  |
|                              |   | Maria di Bergen                 |                                 |  |  |       |  |  | Giovanni di Ligne |  |  |                |  |
| Carlo d'Arenberg             |   |                                 |                                 |  |  |       |  |  | Giovanni di Ligne |  |  |                |  |
|                              |   | Margherita de la Marck-Arenberg | Roberto II de la Marck-Arenberg |  |  |       |  |  |                   |  |  |                |  |
|                              |   | Margherita de la Marck-Arenberg | Roberto II de la Marck-Arenberg |  |  |       |  |  |                   |  |  |                |  |
|                              |   | Margherita de la Marck-Arenberg | Walburga van Egmont             |  |  |       |  |  |                   |  |  |                |  |
| Filippo d'Arenberg           |   | Margherita de la Marck-Arenberg |                                 |  |  |       |  |  |                   |  |  |                |  |
|                              |   | Philippe III de Croÿ            | Philippe II de Croÿ             |  |  |       |  |  |                   |  |  |                |  |
|                              |   | Philippe III de Croÿ            | Philippe II de Croÿ             |  |  |       |  |  |                   |  |  |                |  |
|                              |   | Philippe III de Croÿ            | Anne de Croÿ                    |  |  |       |  |  |                   |  |  |                |  |
| Anne de Croÿ                 |   | Philippe III de Croÿ            |                                 |  |  |       |  |  |                   |  |  |                |  |
|                              |   | Johanna Henriette van Halewyn   | Jean III de Halewyn             |  |  |       |  |  |                   |  |  |                |  |
|                              |   | Johanna Henriette van Halewyn   | Jean III de Halewyn             |  |  |       |  |  |                   |  |  |                |  |
|                              |   | Johanna Henriette van Halewyn   | Jossyne de Lannoy               |  |  |       |  |  |                   |  |  |                |  |
| Filippo Francesco d'Arenberg |   | Johanna Henriette van Halewyn   |                                 |  |  |       |  |  |                   |  |  |                |  |
|                              | … | …                               |                                 |  |  |       |  |  |                   |  |  |                |  |
|                              | … | …                               |                                 |  |  |       |  |  |                   |  |  |                |  |
|                              | … | …                               |                                 |  |  |       |  |  |                   |  |  |                |  |
| Floris de Berlaymont         | … |                                 |                                 |  |  |       |  |  |                   |  |  |                |  |
|                              |   | …                               | …                               |  |  |       |  |  |                   |  |  |                |  |
|                              |   | …                               | …                               |  |  |       |  |  |                   |  |  |                |  |
|                              |   | …                               | …                               |  |  |       |  |  |                   |  |  |                |  |
| Isabella Clara de Berlaymont |   | …                               |                                 |  |  |       |  |  |                   |  |  |                |  |
|                              |   | …                               | …                               |  |  |       |  |  |                   |  |  |                |  |
|                              |   | …                               | …                               |  |  |       |  |  |                   |  |  |                |  |
|                              |   | …                               | …                               |  |  |       |  |  |                   |  |  |                |  |
| …                            |   | …                               |                                 |  |  |       |  |  |                   |  |  |                |  |
|                              |   | …                               | …                               |  |  |       |  |  |                   |  |  |                |  |
|                              |   | …                               | …                               |  |  |       |  |  |                   |  |  |                |  |
|                              |   | …                               | …                               |  |  |       |  |  |                   |  |  |                |  |
|                              |   | …                               |                                 |  |  |       |  |  |                   |  |  |                |  |